# Юлис Обаме-Ндонг
Юлис Обаме Ндонг (роден на 18 ноември 1992) е габонски футболист, роден във Франция. Състезава се за Верея (Стара Загора) на поста полузащитник.

## Кариера
Ндонг започва кариерата си в кипърските отбори на Ателос и Ермис Арадипу.
През 2016 Обаме става част от отбора на Локомотив ГО, като прави дебют срещу тима на Лудогорец.

## Национален отбор
Юлис е извикан за националния отбор по футбол на Габон за Купата на африканските нации.